# Aasiaat Airport
Aasiaat Airport (Grönländska: Mittarfik Aasiaat. Tidigare danskt namn: Egedesminde) är en flygplats i Grönland (Kungariket Danmark). Den ligger i den sydvästra delen av Grönland, 500 km norr om huvudstaden Nuuk. Flygplatsen ligger 43 meter över havet.
Närmaste större samhälle är Aasiaat, 5,0 km väster om flygplatsen. Flygplatsen har en mycket kort landningsbana liknande flera andra på Grönland. Det går inrikes flygningar med propellerflygplan.

## Topografi och klimat
Terrängen runt Egedesminde är lite kuperad. Havet är nära Egedesminde norrut.  Trakten runt Egedesminde består i huvudsak av gräsmarker.
Inlandsklimat råder i trakten. Årsmedeltemperaturen i trakten är −5 °C. Den varmaste månaden är juli, då medeltemperaturen är 10 °C, och den kallaste är februari, med −17 °C.